# Redqueen
Redqueen（レッドクイーン）は、物理ベースレンダラーの一つ。
2016年現在、無料頒布されているこのレンダラーは、レンダリング機能を持たなかったMetasequoiaのレンダリングに使われていた。
2005年6月1日より、マジックアワーがPowerSketch/Works用のRedqueenを発売していたものの、2009年3月31日にその販売を終了した。
2015年4月よりgithub上で頒布が行われていたが、2016年8月に開発者の大垣真二がArnoldレンダラーの開発元であるAutodesk子会社のSolid Angleに転職したため、新機能の追加が終了された。